# بابی هاچرسن
بابی هاچرسن (انگلیسی: Bobby Hutcherson؛ ۲۷ ژانویهٔ ۱۹۴۱ – ۱۵ اوت ۲۰۱۶) موسیقی‌دان جاز و نوازندهٔ ویبرافون و ماریمبای اهل ایالات متحده آمریکا بود. از قطعات معروفش می‌توان «شعر بی کوچولو» (Little B's Poem) را نام برد. هاچرسن بر ویبرافون‌نوازان جوانی همچون استیو نلسون، جو لاک و استفان هریس تأثیر گذارد.
او در فیلم موزیکال نیمه‌شب نیز بازی کرده است.